# Anabathmis newtonii

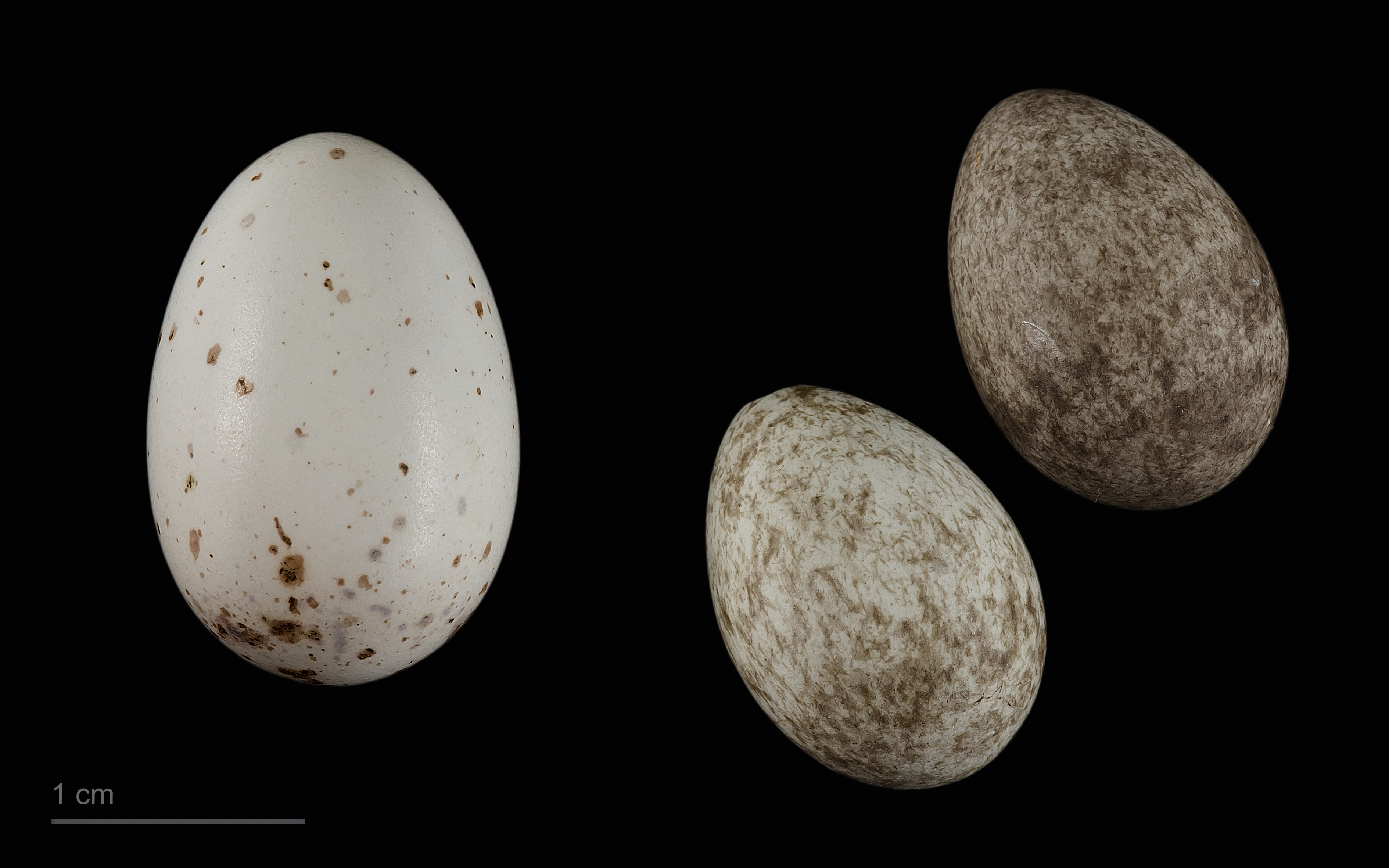
Chrysococcyx cupreus en un nido de Anabathmis newtonii - MHNT

El suimanga de Newton (Anabathmis newtonii) es una especie de ave paseriforme de la familia Nectariniidae.

## Distribución geográfica
Es endémica de la isla de Santo Tomé y del cercano islote de las Tórtolas (Santo Tomé y Príncipe).